# Ministru plenipotențiar
Un ministru plenipotențiar era un diplomat, șef al unei reprezentanțe diplomatice. Rangul de ministru plenipotențiar era considerat imediat sub cel de ambasador. O reprezentanță diplomatică condusă de un ministru plenipotențiar era numită legație. 
În conformitate cu sistemul de ranguri diplomatice stabilit de Congresul de la Viena din 1815, un ministru plenipotențiar era un trimis diplomatic reprezentând o țară mică sau trimis într-o asemenea țară de una din marile puteri. Miniștrii plenipotențiari aveau depline puteri să reprezinte guvernele care îi trimiseseră în misiune. Totuși, abia în primul deceniu al secolului al XX-lea, miniștrii plenipotențiari au ajuns să fie considerați reprezentanți personali ai șefului statului lor. Până la sfărșitul celui de-al Doilea Război Mondial, cele mai multe reprezentanțe diplomatice erau la nivel de legații. 
După Al Doilea Război Mondial nu mai era considerat acceptabil să se considere unele țări inferioare altora, ținând seama de principiul de bază al Organizației Națiunilor Unite care susținea egalitatea statelor suverane. Rangul de ministru plenipotențiar a ajuns progresiv să nu mai fie utilizat, pe măsură ce diferitele țări își ridicau reprezentațele diplomatice la nivel de ambasade. Totuși rangul de ministru plenipotențiar mai exista în 1961, atunci când a fost semnată Convenția de la Viena referitoate la relațiile diplomatice.